# Howard Rheingold

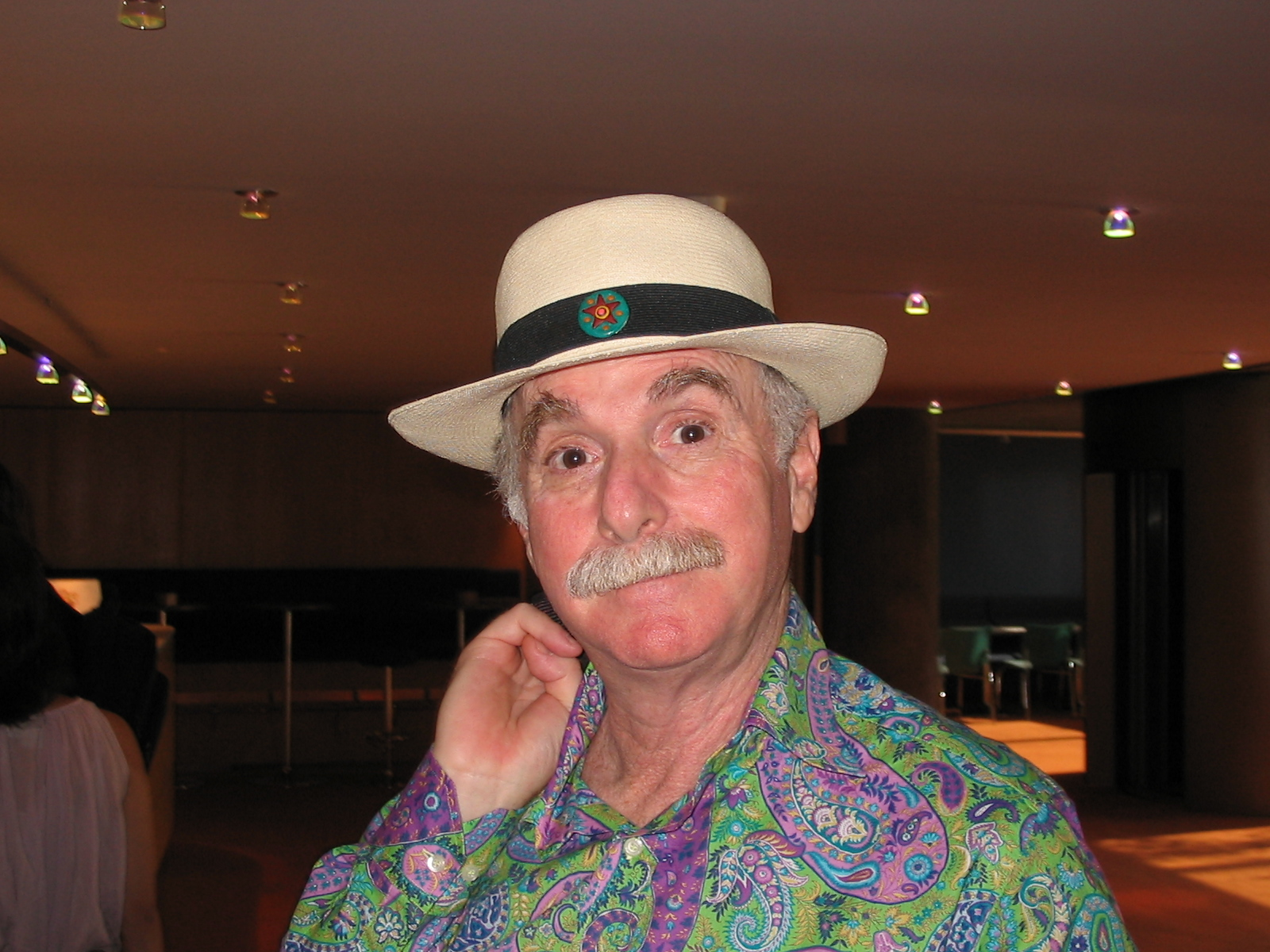
Howard Rheingold auf der Ars Electronica 2004 in Linz

Howard Rheingold (* 1947 in Arizona, USA) ist ein amerikanischer Sozialwissenschaftler und Autor. Er befasst sich seit Jahrzehnten mit den soziokulturellen und politischen Auswirkungen neuer Technologien und den dadurch ermöglichten Kommunikationsformen.

## Leben
Howard Rheingold hat Psychologie am Reed College der State University of New York studiert. Seit 1985 hat er an The WELL – am ehesten als Bulletin Board System zu beschreiben – teilgenommen. 1994 war er an der Gründung von Hotwired beteiligt, der Website der Wired.
Mit seinem 1993 erschienenen Buch „Virtual Community — Homesteading on the Electronic Frontier“ prägte Rheingold 1993 den Begriff „virtuelle Gemeinschaft“. In seiner Publikation Smart Mobs: The Next Social Revolution (2002) untersuchte er, wie Internet- und Lifestyle-Technologien zu grenzüberschreitender Kollaboration und der Entstehung kollektiv intelligenter Systeme beitragen. Sein jüngstes Werk „Net Smart: How to Thrive Online“ (2012) beschäftigt sich mit der intelligenten Nutzung neuer Informations- und Kommunikationstechnologien zur Informationsfilterung und -weitergabe.

## Schriften
- mit Howard Levine: Talking Tech. A Conversational Guide to Science and Technology. Morrow, New York NY 1982, ISBN 0-688-00783-X.
- mit Willis Harman: Higher Creativity. Liberating the Unconscious for breakthrough Insights. J. P. Tarcher, Los Angeles CA 1984, ISBN 0-87477-335-0.
- Tools for Thought. The History and Future of Mind-Expanding Technology. Princeton University Press, London 1985, ISBN 0-262-68115-3.
- mit Rita Aero: New Technology Coloring Book. Software Toolworks, Beverly Hills CA 1986.
- mit Howard Levine: The Cognitive Connection. Thought and Language in Man and Machine. Prentice Hall Press, New York NY 1986, ISBN 0-13-139619-6.
- Excursions to the Far Side of the Mind. A Book of Memes. Beach Tree Books William Morrow, New York NY 1988, ISBN 0-688-06833-2.
- They have a Word for It. A Lighthearted Lexicon of Untranslatable Words and Phrases. Tarcher, Los Angeles CA 1988, ISBN 0-87477-464-0.
- mit Stephen LaBerge: Exploring the World of Lucid Dreaming. Ballantine Books, New York NY 1990, ISBN 0-345-35894-5.
- mit Willis Harman: Die Kunst, kreativ zu sein. Wie wir unser Unbewusstes aktivieren können, um unseren schöpferischen Fähigkeiten zum Durchbruch zu verhelfen (= Bastei-Lübbe-Taschenbuch. Ratgeber. Band 66214). Lübbe, Bergisch Gladbach 1991, ISBN 3-404-66214-8.
- Virtual Reality. Summit Books, New York NY u. a. 1991, ISBN 0-671-69363-8.
- Virtuelle Welten. Reisen im Cyberspace. Rowohlt, Reinbek bei Hamburg 1992, ISBN 3-498-05731-6.
- The Virtual Community. Homesteading at the Electronic Frontier. Addison-Wesley, Reading MA 1993, ISBN 0-201-60870-7 (in HTML).
- The Millennium Whole Earth Catalog. Access to Tools and Ideas for the twenty-first Century. HarperSanFrancisco, New York NY 1994, ISBN 0-06-251059-2.
- Virtuelle Gemeinschaft. Soziale Beziehungen im Zeitalter des Computers. Addison-Wesley, Bonn u. a. 1994, ISBN 3-89319-671-4.
- Smart Mobs. The Next Social Revolution. Perseus, Cambridge 2003, ISBN 0-7382-0861-2.
- Net Smart: How to Thrive Online. The MIT Press, Cambridge 2012, ISBN 0-262-01745-8.